# Ryoff Karma
Yuya Mishima (Osaka, 7 januari 1983), bekend onder zijn alias Ryoff Karma (呂布カルマ), is een Japanse rapper. Hij heeft ook gewerkt als acteur en stemacteur.

## Biografie
Ryoff studeerde in 2005 af aan de kunstacademie van Nagoya. Tijdens zijn studie wilde hij mangatekenaar worden. Hij werkte na zijn opleiding als kantoorklerk en stopte hiermee op zijn 33e om zich volledig op het rappen toe te leggen.
Zijn muzikale stijl is in de loop der tijd verschoven van traditionele hiphop naar een eigen stijl, die vrijwel niet rijmt in de tekst. Hij werkte samen met andere bekende rappers, zoals DJ Krush, Hannya, Shinpeita, Gaki Ranger, Kan a.k.a. GAMI en DOTAMA.
Ryoff is naast rapper ook een populaire televisiepersoonlijkheid. In 2023 verscheen hij in 156 televisieprogramma's.
Hij heeft raps geleverd voor verschillende reclames en verscheen zelf in deze spotjes. De bekendste reclame is de "Tolerant Rap(寛容ラップ)" geproduceerd door AC Japan (Reclameraad) in 2022.
Ryoff is ook actief als criticus, met name in het bekritiseren van badpakmodellen en manga.
Zijn artiestennaam is afkomstig van het personage Lu Bu uit de manga Souten Kouro.

## Discografie

### Singles
- "World is Yours"
- "δ (Delta)"
- "Aligator"
- "Forever Fresh Ecstasy Moment"
- "不惑 (unfazed)"
- "Lucky Boy, Lucky Girl"
- "烏天狗 (Karasu Tengu)"
- "NEW VALUE"
- "真っ青 (deep blue)"
- "SAMSAVANNA"
- "眉唾 (Hard to believe)"